# Одд (футбольний клуб)
Оддс Баллклубб (норв. Odds Ballklubb) — норвезький футбольний клуб із міста Шієн, виступає в Тіппелізі. Заснований 31 березня 1894 року. Спочатку це була футбольна секція мультиспортивного клубу, але згодом з усіх видів спорту залишився лише футбол.
Домашні матчі проводить на стадіоні «Скагерак Арена» місткістю 13 500 глядачів. Попри те, що «Одд» жодного разу не вигравав чемпіонат Норвегії (переміг лише в першому тестовому розіграші 1914/16 років), він є рекордсменом за кількістю завойованих Кубків Норвегії — 12.
«Одд» є найстарішим футбольним клубом Норвегії.

## Історія
Спортивне товариство Одд було утворено у 1885 році. За 9 років у 1894 році залишилася тільки футбольна секція. Свою назву клуб отримав завдяки роману Віктора Рюдберга, де головним героєм був норвезький спортсмен Орвар Одд.
Наприкінці XX столітті команда переживала не найкращі часи, коли кілька разів вилітала до Другого дивізіону. У XXI столітті «Одд» ще один раз пережив пониження в класі. Після чого команда забронювала за собою статус міцного середняка Елітсерії.
25 вересня 2011 року гравець «Одда» Юне Самуельсен забив гол головою з найбільш дальньої дистанції в історії норвезького чемпіонату — у ворота «Тромсе» з власної половини поля з відстані 58,13 метра.
З 1994 по 2012 рік клуб називався «Одд Гренланн» (Odd Grenland Ballklubb), оскільки представляв Гренланн.

## Склад команди
Станом на 14 березня 2021

| №  | Поз. | Нац.     | Гравець                   |
| -- | ---- | -------- | ------------------------- |
| 1  | ВР   | Норвегія | Сондре Россбах            |
| 2  | ЗХ   | Норвегія | Еспен Рууд                |
| 4  | ЗХ   | Норвегія | Одін Бйортуфт             |
| 5  | ПЗ   | Норвегія | Магнус Леквен             |
| 6  | ПЗ   | Норвегія | Вебйорн Гофф              |
| 7  | ПЗ   | Норвегія | Філіп Роннінген Йоргенсен |
| 8  | ПЗ   | Норвегія | Маркус Андре Кааса        |
| 9  | НП   | Норвегія | Мушага Бакенга            |
| 10 | НП   | Нігерія  | Качі                      |

| №  | Поз. | Нац.              | Гравець                 |
| -- | ---- | ----------------- | ----------------------- |
| 11 | ПЗ   | Фарерські острови | Гіллі Ролантссон        |
| 13 | ЗХ   | Норвегія          | Кевін Егелль-Йонсен     |
| 15 | ЗХ   | Норвегія          | Ейрік Асанте Гайї       |
| 16 | ПЗ   | Норвегія          | Джошуа Кітолано         |
| 17 | ПЗ   | Норвегія          | Еліас Уппгайм Скогволл  |
| 20 | НП   | Норвегія          | Тобіас Лаурітсен        |
| 21 | ЗХ   | Норвегія          | Стеффен Гаген (капітан) |
| 24 | ЗХ   | Норвегія          | Бйорн Меланн            |
| 25 | ЗХ   | Норвегія          | Джон Кітолано           |

## Домашня арена

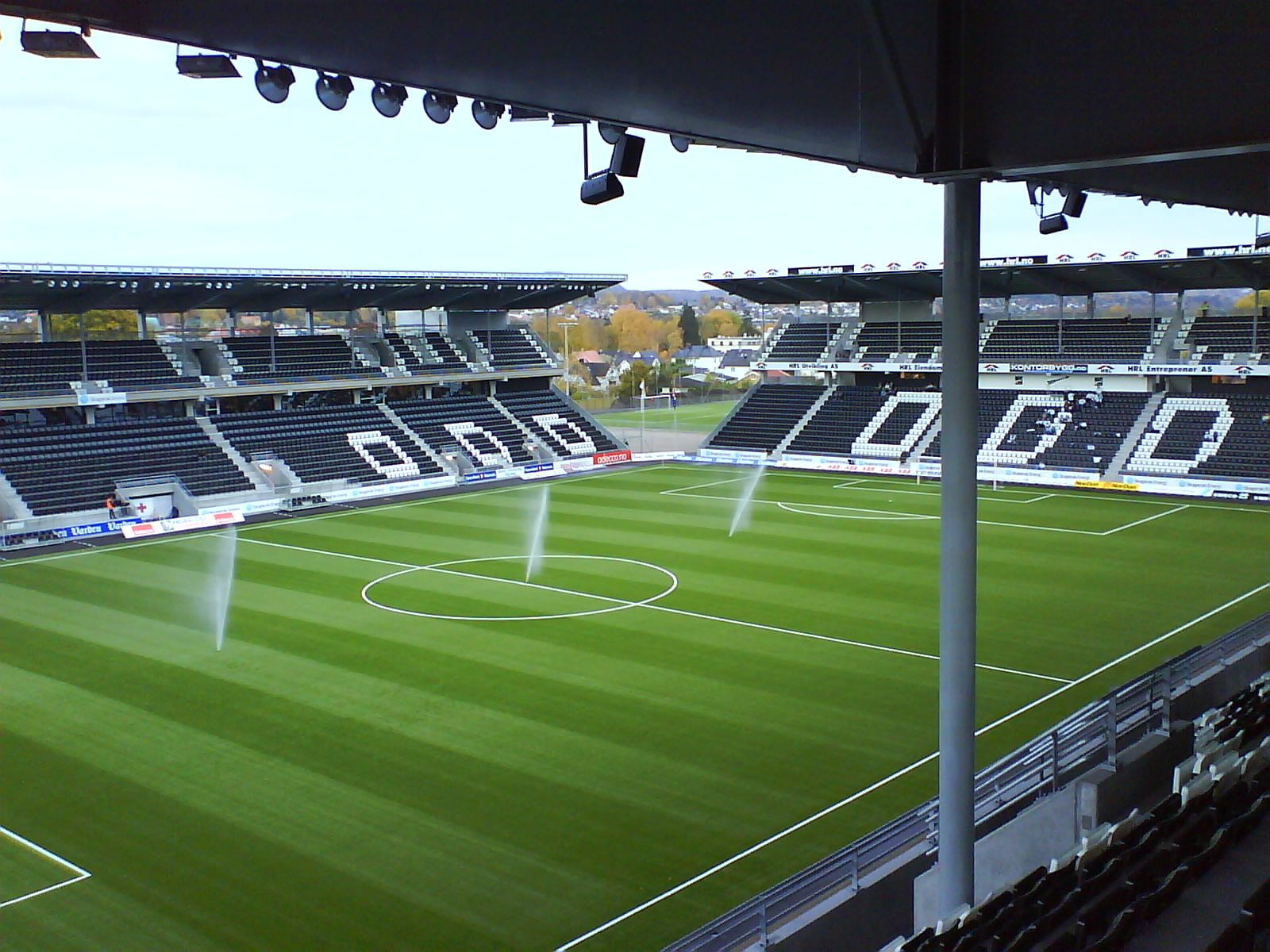
Скагерак Арена

Домашня арена клубу — Скагерак Арена (вміщує 12 500 глядачів).
Найбільша відвідуваність у норвезьких змаганнях: близько 12 500 осіб в півфіналі Кубка у 1984 році проти Вікінга.
Стадіон був перебудований для збільшення місткості між 13 000 і 14 000, і був закінчений у 2008 році. Вона названа на честь місцевого спонсора Skagerak Energi.
Офіційно найбільша відвідуваність була на матчі плей-оф Ліги Європи у 2015 році на матчі проти дортмундської «Боруссії». Тоді на трибунах були присутні 12 436 вболівальників.

## Досягнення
- Чемпіонат Норвегії:
  - Срібний призер (2): 1950-51, 1956-57

- Кубок Норвегії:
  - Володар (12): 1903, 1904, 1905, 1906, 1913, 1915, 1919, 1922, 1924, 1926, 1931, 2000
  - Фіналіст (9): 1902, 1908, 1909, 1910, 1921, 1937, 1960, 2002, 2014

## Виступи в єврокубках
| Сезон   | Турнір           | Раунд | Клуб                  | 1 матч | 2 матч | Підсумок |
| ------- | ---------------- | ----- | --------------------- | ------ | ------ | -------- |
| 2001/02 | Кубок УЄФА       | 1Р    | «Гельсінгборг»        | 2–2    | 1–1    | 3–3      |
| 2004/05 | Кубок УЄФА       | 2Кв   | «Екранас»             | 3–1    | 1–2    | 4–3      |
|         |                  | 1Р    | «Феєнорд»             | 0–1    | 1–4    | 1–5      |
| 2015/16 | Ліга Європи УЄФА | 1Кв   | «Шериф» (Тирасполь)   | 3–0    | 0–0    | 3–0      |
|         |                  | 2Кв   | «Шемрок Роверс»       | 2–0    | 2–1    | 4–1      |
|         |                  | 3Кв   | «Ельфсборг»           | 1–2    | 2–0    | 3–4      |
|         |                  | ПО    | «Боруссія» (Дортмунд) | 3–4    | 2–7    | 5–11     |
| 2016–17 | Ліга Європи УЄФА | 1Кв   | Марієгамн             | 2–0    | 1–1    | 3-1      |
| 2016–17 | Ліга Європи УЄФА | 2Кв   | ПАС Яніна             | 0–3    | 3–1 дч | 3–4      |
| 2017–18 | Ліга Європи УЄФА | 1Кв   | Балліміна Юнайтед     | 3–0    | 2–0    | 5–0      |
| 2017–18 | Ліга Європи УЄФА | 2Кв   | Вадуц                 | 1–0    | 1–0    | 2–0      |
| 2017–18 | Ліга Європи УЄФА | 3Кв   | Динамо (Загреб)       | 0–0    | 1–2    | 1–2      |

- Домашні ігри виділені жирним шрифтом